# قلوب تائهة (مسلسل)
قلوب تائهة هو مسلسل مغربي من إخراج ياسين فنان ومن بطولة كل من فاطمة الزهراء بناصر، عبد السلام بوحسيني، فاتي جمالي، عبد الإله عاجل وغيرهم. يُبثّ المسلسل على قناة الأولى كل يوم إثنين منذ 12 فبراير 2018 على الساعة 21:45 بتوقيت غرينيتش.

## قصة المسلسل
تدور قصة المسلسل حول الفتاة القروية «شامة» التي تفقد زوجها في حادث سير وابنتها أثناء الولادة، تتعرض لصدمة نفسية تضطر معها للمكوث بالمستشفى مدة طويلة وهناك ستتعرف على إحدى الممرضات التي ستدعمها وتدبر لها عملا كمساعدة منزلية لدى عائلة غنية، تتوالى الأحداث لتصبح شامة هي صاحبة المنزل.

## طاقم التمثيل
| الممثل/ة            | الدور | الشخصية |
| ------------------- | ----- | --- |
| فاطمة الزهراء بناصر | شامة  | هي سيدة في مُقتبل العمر، عانت الكثير في حياتها بسبب ظروف عائلتها الصعبة، ثم تواصلت معاناتها بعض فرض زوج عليها رغما عنها؛ وصلت المعاناة لحد فقدان ابنتها ثم إدخالها مستشفى الأمراض العقلية. بعد كل ما مرَّت به تعود حياتها للتحسن بشكل تديريجي بعد العثور على عمل ومنزل للكسن ثم زوج واسترجاع ابنتها التي فقدتها من ذي قبل.              |
| فاتي جمالي          |       | شابة جميلة؛ هي الأخرى في مقتبل العمر. كانت تعيش حياة رغداء حيث كانت تعمل كطبيبة وتزوجت من الشخص الذي تُحبه. يأتي يوم وتنقلب فيه حياتها رأسا على عقب حيث تفقد عملها ثم تصاب بشلل نصفي وتتوالى الصدمات حتى تجد نفسها عاقر. تُقرر في نهاية المطاف التخلي عن كل ما تملك بما في ذلك زوجها لصالح عاملتها المنزلية التي التقتها بالصدفة شامة. |
| عبد السلام بوحسيني  |       | هو شاب وسيم. عاش حياة طبيعية ثم تزوج في وقت لاحق من حبيبته إلى أن تغيرت حياته ذات يوم بعدما أُصبيت زوجته في حادث سير ففقدت القدرة على السير. تُقرر زوجته تزويجه من الخادمة شامة ويُوافق رغما عنه على الاقتراح. |
| عبد الإله عاجل      |       | هو عجوز في آخر عمره. يعيش في البادية وهو حاد الطبع. يُحاول فرض سيطرته في كل مرة لكنه يُعاني من تصرفات ابنه الغريبة والطائشة. |
| سعيد باي            |       | شاب يعيش مراهقته المتأخرة، يُسافر للعاصمة الاقتصادية للمغرب الدار البيضاء. هناك يلتقي بمغنية ويقع في حبها ثم يفعل المستحيل من أجلها بما في ذلك سرقة أموال الوالد. |

## وصلات خارجية
- صفحة المسلسل على الموقع الرسمي لقناة الأولى